# 포르투갈 U-16 축구 국가대표팀
포르투갈 U-16 축구 국가대표팀(포르투갈어: Seleção Portuguesa de Futebol Sub-16)은 포르투갈을 대표하는 16세 이하의 축구 국가대표팀으로, 포르투갈의 축구 관리 기관인 포르투갈 축구 연맹의 관리를 받는다. UEFA U-16 축구 선수권 대회에 참가해 1989년, 1995년, 1996년, 2000년에 우승했으며, 1988년에는 준우승을 차지했다.

## 역대 감독
| 감독        | 임기        |
| ----------- | ----------- |
| 파울루 소자 | 2005 ~ 2008 |